# Renaud de Châtillon
Renaud de Châtillon, auch Rainald von Chatillon, in islamischen Quellen Brins Arnat genannt (als Übersetzung des französischen Prince Renaud, * um 1125; † 1187 nach der Schlacht bei Hattin), war ein französischer Kreuzritter, 1153–1160 Fürst von Antiochia und 1175–1187 Herr von Oultrejordain.

## Leben
Renaud war einer der Ritter, die mit König Ludwig VII. von Frankreich im zweiten Kreuzzug nach Palästina kamen. Zu seiner Herkunft gab es lange Zeit in der Literatur widersprüchliche Angaben (siehe unten). Er blieb nach Ende des Kreuzzugs im Dienst des Königs Balduin III. von Jerusalem. In dessen Auftrag reiste er 1151 nach Antiochia. Dort heiratete er 1153 die verwitwete Fürstin Konstanze und wurde so zum Fürsten von Antiochia.

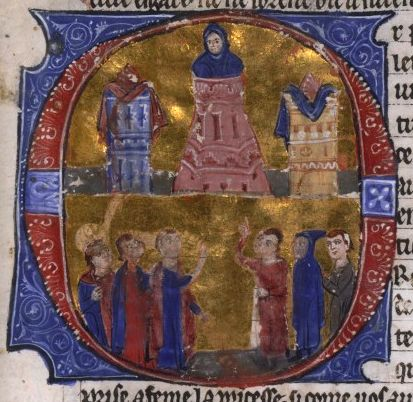
Renaud lässt Aimery auf dem Dach der Zitadelle anketten
(Manuskript aus dem 13. Jahrhundert)

### Fürst von Antiochia
Gleich zu Beginn seiner Herrschaft kam es zum Streit mit dem Patriarchen Aimery von Limoges. Dieser weigerte sich, einen Teil des Kirchenvermögens abzugeben, und redete beständig schlecht von der Verbindung zwischen Renaud und Konstanze. Renaud ließ diesen daraufhin verprügeln, seine Wunden anschließend mit Honig bestreichen, um Insekten anzulocken, und einen ganzen Tag auf dem Dach der Zitadelle anketten. Auf Intervention des Königs Balduin ließ Renaud Aimery schließlich frei, besonders, da dieser sich inzwischen bereit erklärt hatte zu zahlen. Der Patriarch verlegte seinen Wohnsitz daraufhin nach Jerusalem.
Hamilton nimmt an, dass den Hintergrund dieser auf den ersten Blick sadistisch anmutenden Tat wohl ein Machtkampf zwischen Renaud und Aimery bildete. Aimery war nach dem Tod Raimund von Poitiers zum Regenten des Fürstentums Antiochiens erklärt worden. Dies sei als Notlösung gedacht gewesen und Renaud de Châtillon stellte für den Patriarchen so eine unwillkommene Ablösung dar, worauf er Renaud die Gefolgschaft verweigerte.

#### Feldzug nach Zypern
Zusammen mit dem armenischen Fürsten Thoros II. (gegen den er wenige Monate zuvor noch einen Krieg um die Festung Baghras geführt hatte) überfiel Renaud das byzantinische Zypern. Drei Wochen zogen Renaud und seine Truppen mordend, vergewaltigend und brandschatzend über die ganze Insel. Kirchen und Klöster wurden ebenso geplündert wie Privatgebäude. Als sich Gerüchte von einer herannahenden byzantinischen Flotte mehrten, schifften die Kreuzfahrer sich wieder ein, nicht ohne von den überlebenden Zyprioten Lösegelder zu fordern. Der Historiker Steven Runciman kommentiert den Überfall in seiner Geschichte der Kreuzzüge: „Die Insel Zypern erholte sich nie wieder gänzlich von den Verwüstungen, welche die Franken und ihre armenischen Verbündeten auf ihr angerichtet hatten.“

#### Byzantinischer Vasall
Die Byzantiner vergaßen Zypern nicht. Im Herbst 1158 zog Kaiser Manuel mit einem großen Heer von Konstantinopel aus gen Kilikien, wo er das Herrschaftsgebiet von Thoros eroberte, der fliehen konnte. Renaud entschloss sich in der Hoffnung auf bessere Bedingungen zur Unterwerfung. Barhäuptig und barfüßig zogen er und sein Gefolge durch Mamistra, wo der Kaiser seinen Hof aufgeschlagen hatte, und warfen sich vor dem Kaiser zu Boden, der sie mehrere Minuten völlig ignorierte. Unter den Bedingungen, die Zitadelle von Antiochia, wann immer es verlangt wird, an eine byzantinische Besatzung zu übergeben, Truppen für das kaiserliche Heer zu stellen und statt eines römischen einen griechischen Patriarchen in Antiochia einzusetzen, verzieh Manuel ihm.

#### Schlacht bei Kommi und Gefangenschaft in Aleppo
1160 befand sich Nur ad-Din auf einem Feldzug gegen das Sultanat der Rum-Seldschuken. Es wurde Renaud zugetragen, dass das Gebiet zwischen Maraş und Tulupa schlecht verteidigt, aber reich an Herden sei. So begann er im November einen Raubzug. Die örtlichen Einwohner waren zwar syrische und armenische Christen, nur in den Festungen lagen seldschukische Garnisonen. Das hinderte Renaud aber nicht, das Land auszuplündern. Als sie sich mit reicher Beute auf den Rückweg machten, stellte sich ihnen Madj-ad-Din, der Statthalter von Aleppo und Bruder Nur ad-Dins, entgegen. Die Kreuzfahrer wurden vor dem Anmarsch der Muslime gewarnt, wollten aber ihre Beute nicht im Stich lassen. Deshalb stellten sie sich am Morgen des 23. Novembers in Kommi, zwischen Cresson und Maraş, zur Schlacht, obwohl sie sich in einem engen Tal in einer taktisch sehr unglücklichen Position befanden. Die Truppen Renauds wurden in die Flucht geschlagen, er selbst gefangen genommen und in Ketten nach Aleppo gebracht, wo er, wie Wilhelm von Tyrus schreibt, „zum Spielzeug der Ungläubigen“ wurde. Fünfzehn (nach Runciman sechzehn) Jahre verbrachte er in der Zitadelle von Aleppo.
Renauds Gefangenschaft stellte die Kreuzfahrer vor das Problem, wer in seiner Abwesenheit Antiochia regieren sollte. 

### Herr von Oultrejordain
1175 wurde Renaud zusammen mit dem ebenfalls eingekerkerten Joscelin von Courtenay vom Sohn Nur ad-Dins freigelassen. Einige Monate später heiratete er – seine erste Frau war 1163 gestorben – Stephanie von Milly, die Witwe von Miles de Plancy und wurde damit zum Herrn von Oultrejordain, der Gebiete östlich des Jordans. Damit fielen ihm die mächtigen Festungen Montreal und Karak zu.
In den Machtkämpfen am Hof in Jerusalem schlug er sich auf die Seite der Courtenays und Lusignans und des umstrittenen Patriarchen Heraclius von Caesarea. 1177 wurde er auch Herr der aus der Krondomäne wiedererrichteten Herrschaft Hebron (auch „Herrschaft St. Abraham“).

#### Überfälle auf Muslime
Im Sommer 1181 überfiel Renaud bei der Oase Tayma auf der Straße von Damaskus nach Mekka eine muslimische Karawane und brach damit den 1180 mit Saladin geschlossenen Waffenstillstand. Saladin beschwerte sich bei König Balduin IV. über den Vertragsbruch, doch Renaud weigerte sich, Ersatz zu leisten.
Im Herbst 1182 beschloss Renaud, Mekka anzugreifen. In einer waghalsigen Aktion ließ er fünf Galeeren zerlegt über die Wüste bis zum Fischerhafen Eilat am Roten Meer bringen, wo die Schiffe wieder zusammengebaut wurden. Dort schiffte er sich ein und folgte der Küstenlinie bis Janboh, dem Hafen von Medina. Der Reihe nach plünderte er die kleinen Küstenstädte. In der Nähe von Raghib versenkte er ein muslimisches Pilgerschiff, eine Tat, die die islamische Welt in Aufruhr versetzte.
Renaud kehrte anschließend in sein Herrschaftsgebiet zurück, seine Leute streiften jedoch noch monatelang plündernd am Roten Meer umher, bis Saladins Bruder al-Adil eine Strafexpedition ausrüstete und die verbliebenen 170 christlichen Seeleute sich gegen das Versprechen des sicheren Abzugs ergaben. Sultan Saladin bestand jedoch darauf, ein Exempel zu statuieren und ließ sie einzeln oder paarweise in diversen Städten seines Reiches öffentlich hinrichten. Zwei von ihnen ließ er in Mekka während der nächsten Pilgerfahrt auf besonders grausame Weise töten, indem er sie von der wutschäumenden Pilgermenge „wie Tiere für das Opfer“ abschlachten ließ.
Als Renaud 1186, wieder in Missachtung des Waffenstillstands, eine Pilgerkarawane nach Mekka überfiel, alle Bewaffneten tötete und den Rest nach Karak verschleppte, schwor Saladin, Renaud mit eigenen Händen zu töten. Vorerst versuchte Saladin jedoch auf dem Verhandlungsweg die Freilassung der Gefangenen und die Herausgabe ihrer Güter zu erreichen und schickte Unterhändler zu König Guy nach Jerusalem. Guy von Lusignan war zwar entsetzt, wagte es jedoch nicht, sich mit Renaud anzulegen, und wies die Verantwortung von sich. Damit betrachtete Saladin den Waffenstillstand als gebrochen und versammelte ein Heer.

#### Gegenschlag Saladins

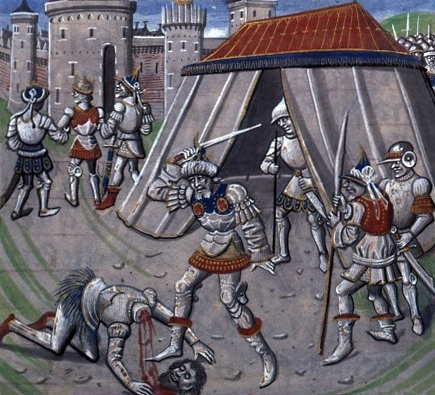
Die Enthauptung des Renaud de Châtillon. (Darstellung aus einer im 15. Jahrhundert gefertigten Ausgabe der Historia des Wilhelm von Tyrus.)

Am 4. Juli 1187 trafen sich das christliche und das muslimische Heer zur entscheidenden Schlacht bei Hattin. Renaud wurde zusammen mit König Guy und dessen Bruder Konstabler Amalrich, dem Großmeister des Templerordens Gérard de Ridefort und anderen gefangen genommen.
Der muslimische Schriftsteller Imad ad-Din al-Asfahani berichtete als Augenzeuge, wie Saladin die christlichen Fürsten empfing: Den König forderte er auf, sich zu setzen, und ließ Renaud, als er eintraf, ebenfalls Platz nehmen. Saladin hielt ihm seine Missetaten vor, worauf Renaud durch einen Dolmetscher geantwortet haben soll: „Alle Könige haben sich zu allen Zeiten ebenso verhalten, ich habe nichts anderes getan.“ „Währenddessen“, so fährt al-Asfahani in seiner Chronik fort, „hechelte Guy vor Durst, wackelte mit dem Kopf, als sei er betrunken, und sein Gesicht verriet große Furcht. Saladin sprach beruhigende Worte zu ihm, ließ gekühltes Wasser kommen und bot es ihm an. Der König trank und reichte dann den Rest Arnat [Renaud de Châtillon], der ebenfalls trank. Da sprach der Sultan zu Guy: ‚Du hast mich nicht um Erlaubnis gefragt, ob du ihm zu trinken geben darfst, ich bin also nicht verpflichtet, ihm Gnade zuteil werden zu lassen.‘ Nach diesen Worten verließ der Sultan das Zelt, stieg auf sein Pferd, ritt davon und überließ die Gefangenen ihrer Angst. Er überwachte die Rückkehr der Truppen, dann ritt er zum Zelt zurück, ließ Renaud kommen, ging mit gezücktem Säbel auf ihn zu und schlug ihm zwischen Hals und Schulterblatt. Renaud fiel zu Boden, und man hieb ihm den Kopf ab, dann schleifte man den Körper an den Füßen vor den König, der zu zittern begann. Aber als der Sultan ihn so vor Furcht geschüttelt sah, sprach er beschwichtigend zu ihm: ‚Dieser Mann musste nur wegen seiner Missetaten und seiner Treulosigkeit sterben.‘“

## Zur Herkunft Renaud de Châtillons
Die Herkunft Renauds war in der Literatur lange unterschiedlich dargestellt. Steven Runciman schrieb in seiner Geschichte der Kreuzzüge (am Beginn des 3. Kapitels im 9. Buch): „Unter den Rittern, die König Ludwig von Frankreich auf den zweiten Kreuzzug gefolgt waren, befand sich der jüngere Sohn Gottfrieds, des Grafen von Gien und Herrn von Châtillon-sur-Loing. Renaud von Châtillon hatte in seinem Land keine Aussichten gehabt; also blieb er, als die Kreuzfahrer heimkehrten, zurück.“ Châtillon-sur-Loing heißt heute Châtillon-Coligny.
Das Lexikon des Mittelalters (siehe Weblink) verzeichnet dazu: „Rainald von Châtillon, Fürst von Antiochia, Herr von Transjordanien aus dem Hause Donzy … jüngerer Sohn von Herve II. von Donzy (Nièvre)...“ (der ältere Sohn war Gottfried III. von Donzy) und bezieht sich hierbei auf eine Untersuchung Jean Richards, der überzeugend beweist, dass es sich bei Renaud de Châtillon mitnichten um einen Söldner geringer Abkunft, sondern um einen Abkömmling des mächtigen Hauses Donzy handelte. Die Donzys waren Herrscher eines großen Teils der Puisaye und Saint-Aignans. Darüber hinaus besaßen sie noch Lehen und pflegten weitreichende Beziehungen.

## Ehen und Nachkommen
Renaud war zweimal verheiratet.
In erster Ehe heiratete er spätestens im Mai 1153 in Antiochia als deren zweiter Ehemann Fürstin Konstanze von Antiochia (* 1127; † 1163/67) die Erbtochter des Bohemund II. von Antiochia (Haus Hauteville). Mit Konstanze hatte er zwei Kinder:
- Agnes de Châtillon (* 1153; † 1184), ⚭ 1172 König Béla III. von Ungarn (* 1149; † 1196); – Agnes wurde damit zur Stammmutter der späteren Könige von Ungarn, wodurch praktisch alle Herrscherhäuser Europas von ihr, und damit von Renaud de Châtillon, abstammen.
- Jeanne de Châtillon († 1204), ⚭ 1204 Markgraf Bonifatius I. von Montferrat (* um 1150; ⚔ 1207), König von Thessaloniki (Haus der Aleramiden).

In zweiter Ehe heiratete er um 1176 als deren dritter Ehemann Stephanie von Milly († um 1197), Erbin der Herrschaft Oultrejordain, Erbtochter von Philipp von Milly. Mit Stephanie hatte er zwei Kinder:
- Renaud de Châtillon (* nach 1175; † jung, begraben im Tal Josaphat).
- Alix de Châtillon († 1235), ⚭ um 22. Februar 1204 Markgraf Azzo VI. von Este (* 1170; † 18. November 1212), 1208 Podestà von Ferrara.

## Darstellung Renauds in der Massenkultur
In der Vergangenheit übertrug sich die oftmals negative Wertung über Renauds Wirken im Königreich Jerusalem auf die Alltags- und Massenkultur. Seit Sir Walter Scotts „Talisman“ hat sich am Positivbild Saladins (und damit einhergehend dem Negativbild Renauds) nichts geändert. In einem der jüngsten historischen Romane von Jan Guillou, der zum Thema Kreuzzüge erschienen ist, wird Renaud durchweg als Antagonist des fiktiven noblen Protagonisten dargestellt. Auch in diversen Filmproduktionen muss Renaud als Bösewicht herhalten und zwar sowohl auf muslimischer Seite im ägyptischen Historienfilm „Al Nasser Salah el Dine“ von 1963 als auch im Hollywood-Blockbuster „Königreich der Himmel“ von 2005, in dem der Fürst unzutreffend als Tempelritter und religiös fanatischer Massenmörder dargestellt wird.